# 마티아 비노토
마티아 비노토(Mattia Binotto, 1969년 11월 3일~)는 스위스-이탈리아 모터스포츠 엔지니어. 2019년부터 2022년까지 포뮬러 원에서 스쿠데리아 페라리의 팀장이었던 그는 2024년 8월 1일부터 자우버 모터스포츠의 최고운영책임자(COO)와 최고기술책임자(CTO)를 맡고 있다.

## 경력
비노토는 로잔에서 이탈리아 부모님 사이에서 태어났다. 그는 1994년 에콜 폴리테크니크 페데랄 드 로잔에서 기계 공학 학사 학위를 취득한 후 모데나 레지오 에밀리아 대학교에서 자동차 공학 석사 학위를 받았다. 1995년에는 스쿠데리아 페라리의 엔진 학과에 합류했다. 2000년대 초반, 미하엘 슈마허가 포뮬러 원 세계 선수권 대회에서 5회 연속 우승을 차지한 성공적인 시기에 비노토는 팀의 일원이었다. 2007년에는 수석 엔지니어로 승진했고, 2009년에는 파올로 마르티넬리와 함께 엔진 및 KERS 운영을 감독했으며, 이후 루카 마르모리니와 함께 운영을 감독했다.
2013년, 비노토는 엔진 부서장이 되었고, 2016년 7월에는 제임스 앨리슨을 대신해 페라리의 최고 기술 책임자(CTO)가 되었다. 비노토가 CTO로 재직하는 2년 동안 페라리는 다시 한 번 정규 레이스 우승을 놓고 경쟁했다. 2019년에는 마우리치오 아리바베네를 대신해 팀 대표로 승진했다. 2022년 11월, 비노토는 그 직책에서 사임한다고 발표했다. 그는 27년 만에 2022년 12월 31일 페라리를 떠났다.
2023년, 비노토는 트레비소에 있는 텍사(테크놀러지 엘레트로니체 X 오토모티브)에서 컨설턴트로 근무했다.
2024년 8월 1일, 비노토는 안드레아스 세이들과 올리버 호프만의 후임으로 자우버 모터스포츠의 COO 겸 CTO로 발표되었다. 비노토는 아우디 포뮬러 원 팀이 되면서 팀에 남을 예정이다. 알레산드로 알룬니 브라비가 2025년 1월 말에 떠난 후, 비노토는 호주와 중국의 첫 두 경주에서 자우버의 임시 팀 대표가 될 것으로 예상되며, 조나단 휘틀리가 팀에 합류할 것이다.